# إبرسبرغ
ابرسبرغ (بالألمانية: Ebersberg) هي بلدة ألمانية تقع في ألمانيا في إبرسبرغ. يقدر عدد سكانها بـ 11,116 نسمة .

## المدن التوأمة
مدينة يسينجو هي مدينة توأمة لـابرسبرغ.

## أعلام
- ريجينا أولمان
- فلوريان نايديرليشنير
- باسكالينا ليينرت
- والتر زيلر